# Pismanta
Pismanta es una localidad del Departamento Iglesia, ubicada al noroeste de la provincia de San Juan, Argentina. Está enclavada casi al pie de la cordillera de los Andes, destacándose a su alrededor un paisaje desértico.
Su vía de acceso es la RN 150, cuya ruta la convertiría en una localidad componente del futuro corredor biocéanico, tras la construcción de un túnel en el Paso de Agua Negra, conectándola con el extremo noreste de la provincia, el centro del país y los Puertos de Coquimbo en Chile y Porto Alegre en Brasil.

## Toponimia
Pismanta (o pivn-man-antu), es palabra del idioma araucano: Pivn: que castiga o azota con fuerza; man: lado o mano derecha; antu: sol. Sintetizando quiere decir “Sol que castiga sobre la mano derecha”.

## Historia
Existe una conocida leyenda en la región que vincula el nacimiento de las termas con el Cacique Pismanta
En Pismanta se estima que las virtudes medicinales de las vertientes ya eran conocidas por los aborígenes que en un momento habitaron esta región, (Huarpes). La cercanía de las termas con las sendas indígenas que formaban parte del Camino del Inca lleva a inferir el aprovechamiento de las aguas por parte de los Incas, en su paso para la conquista.
En la actualidad son explotadas para el turismo, contando con un hotel que posee una adecuada infraestructura que permite disfrutar de los beneficios terapéuticos de estas emanaciones volcánicas. Aquí, las aguas se encuentran contenidas en piletas individuales o también posee una piscina al aire libre, permitiendo una muy buena infraestructura para la atención del turista.

## Población
Cuenta con 158 habitantes (Indec, 2001). En 1991 fue censada como población rural dispersa.

## Turismo
Se encuentra ubicada al noroeste de la ciudad de San Juan se accede a ella por vías de comunicación todas pavimentadas. Se accede a través de la RN 40, luego la RN 150 y RP 436.
Distancias
- Iglesia 11 km
- Rodeo 13 km
- San José de Jáchal 82 km
- San Juan 182 km
- Caucete 210 km
- Buenos Aires 1.286 km

Posee un importante complejo agua termal. En cuanto al hospedaje se ubica un hotel que cuenta con todas la comodidad necesaria, habitaciones, departamentos, piscina termal, confiterías, restaurante y enfermería.

## Sismicidad
La sismicidad del área de Cuyo (centro oeste de Argentina) es frecuente y de intensidad baja, y un silencio sísmico de terremotos medios a graves cada 20 años en distintas áreas aleatorias.
Terremoto de Caucete 1977el 23 de noviembre de 1977, la región fue asolada por un terremoto y que dejó como saldo lamentable algunas víctimas, y un porcentaje importante de daños materiales en edificaciones.
Sismo de 1861aunque dicha actividad geológica catastrófica, ocurre desde épocas prehistóricas, el terremoto del 20 de marzo de 1861 (163 años) señaló un hito importante dentro de la historia de eventos sísmicos argentinos ya que fue el más fuerte registrado y documentado en el país. A partir del mismo la política de los sucesivos gobiernos mendocinos y municipales han ido extremando cuidados y restringiendo los códigos de construcción. Y con el terremoto de San Juan de 1944 del 15 de enero de 1944 (81 años) el gobierno sanjuanino tomó estado de la enorme gravedad sísmica de la región.
El Día de la Defensa Civil fue asignado por un decreto recordando el sismo que destruyó la ciudad de Caucete el 23 de noviembre de 1977, con más de 40.000 víctimas sin hogar. No quedaron registros de fallas en tierra, y lo más notable efecto del terremoto fue la extensa área de licuefacción (posiblemente miles de km²).
El efecto más dramático de la licuefacción se observó en la ciudad, a 70 km del epicentro: se vieron grandes cantidades de arena en las fisuras de hasta 1 m de ancho y más de 2 m de profundidad. En algunas de las casas sobre esas fisuras, el terreno quedó cubierto de más de 1 dm de arena.